# Ōnokuni Yasushi
Ōnokuni Yasushi (jap. 大乃国 康, eig. Aoki Yasushi (青木 康); * 9. Oktober 1962 in Memuro, Präfektur Hokkaido) ist ein ehemaliger japanischer Sumōringer. Er war der 62. Yokozuna.
Ōnokuni, der selbst für einen Sumōringer einen sehr umfangreichen Körperbau hatte und in seiner späteren Karriere über 200 kg wog, wurde im März 1978 als Ringer des Hanaregoma-Heya eingeführt. 1982 schaffte er den Aufstieg in die Jūryō-Division. Bereits nach fünf Turnieren debütierte er in den Sanyaku-Rängen und nach zwei weiteren erfolgreichen Jahren mit insgesamt sieben Sonderpreisen (5× Shukun-Sho, 2× Kanto-Sho) wurde er 1985 zum Ōzeki befördert. In dieser Zeit begründete sich auch die Konkurrenz zu Hokutoumi, wobei Ōnokuni zumeist nur die „zweite Geige“ spielte. Nach einer Phase eher mittelmäßiger Leistungen errang der „Panda“ dann im Mai 1987 überraschend seinen ersten Turniersieg – und das mit 15 Siegen und ohne Niederlage (Zensho-Yusho). Die guten Resultate bei den beiden folgenden Turnieren reichten zwar nicht zu einem weiteren Turniersieg, genügten dem Sumōverband aber, um ihn zum Yokozuna zu ernennen.
Im folgenden Jahr 1988 errang Ōnokuni gegen seinen Widersacher Hokutoumi im Stechen den Sieg im Märzturnier. Dieser zweite Turniersieg blieb sein letzter. Ōnokuni konnte sein Leistungsniveau nicht halten und erlitt 1989 sogar ein Make-koshi. Er zog sich Anfang 1990 im Kampf gegen Chiyonofuji einen Knöchelbruch mit Bänderriss zu und musste vier Turniere pausieren. Zwar trat er danach recht erfolgreich noch dreimal an, musste dann aber dennoch 1991 seinen Rücktritt erklären. Er wurde zunächst Oyakata im Ringerstall Hanaregoma-Beya, gründete dann aber seinen eigenen Stall Shibatayama-Beya.